# بلوط گندمگون
بلوط گندمگون (نام علمی: Quercus fulva) نام یک گونه از سرده بلوط است.